# Hope Bay Airport
Hope Bay Airport är en flygplats i Kanada.   Den ligger i territoriet Nunavut, i den centrala delen av landet, 3 100 km nordväst om huvudstaden Ottawa. Hope Bay Airport ligger 53 meter över havet.
Terrängen runt Hope Bay Airport är platt. Havet är nära Hope Bay Airport norrut. Trakten runt Hope Bay Airport är nära nog obefolkad, med mindre än två invånare per kvadratkilometer.. Det finns inga samhällen i närheten.
Trakten runt Hope Bay Airport består i huvudsak av gräsmarker.